# إريتريا في الألعاب الأولمبية
إريتريا في الألعاب الأولمبية تقوم اللجنة الأولمبية الوطنية الإريتيرية بالإشراف في شؤون مشاركات إريتريا في الألعاب الأولمبية، أول مشاركة لإريتريا في الألعاب الأولمبية كانت في دورة 2000 في سيدني في أستراليا حيث شاركت في السابق مع فريق إثيوبيا ،وقد تمكنت طاجكستان من الفوز بميدالية برونزية واحدة كانت في دورة 2004 في أثينا عن طريق زيرسيناي تاديسي في عدو ال10 ألاف متر.